# Strumigenys carinithorax
Strumigenys carinithorax är en myrart som beskrevs av Borgmeier 1934. Strumigenys carinithorax ingår i släktet Strumigenys och familjen myror. Inga underarter finns listade i Catalogue of Life.

## Bildgalleri

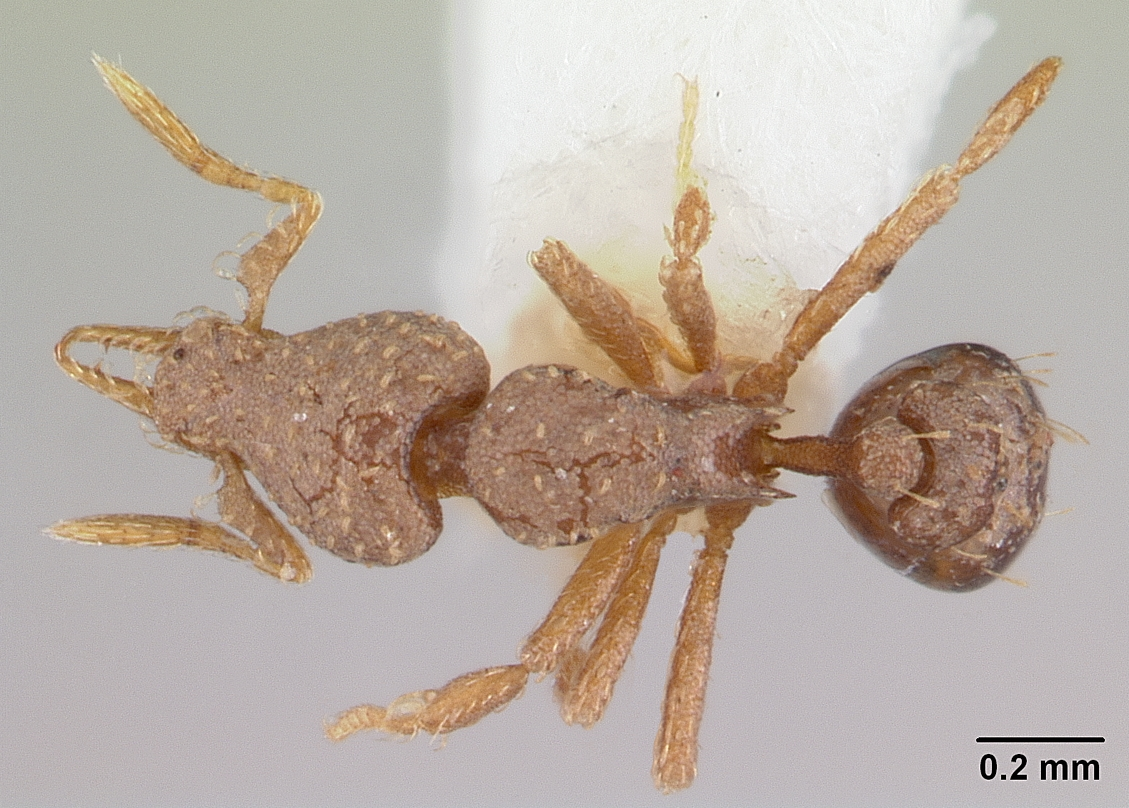
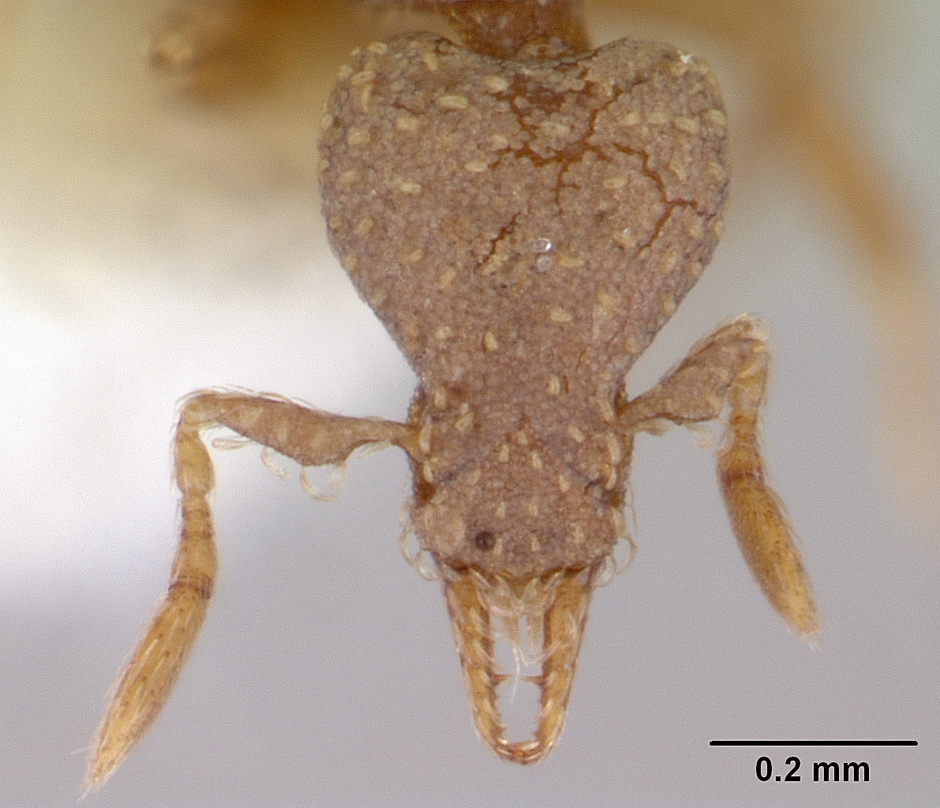
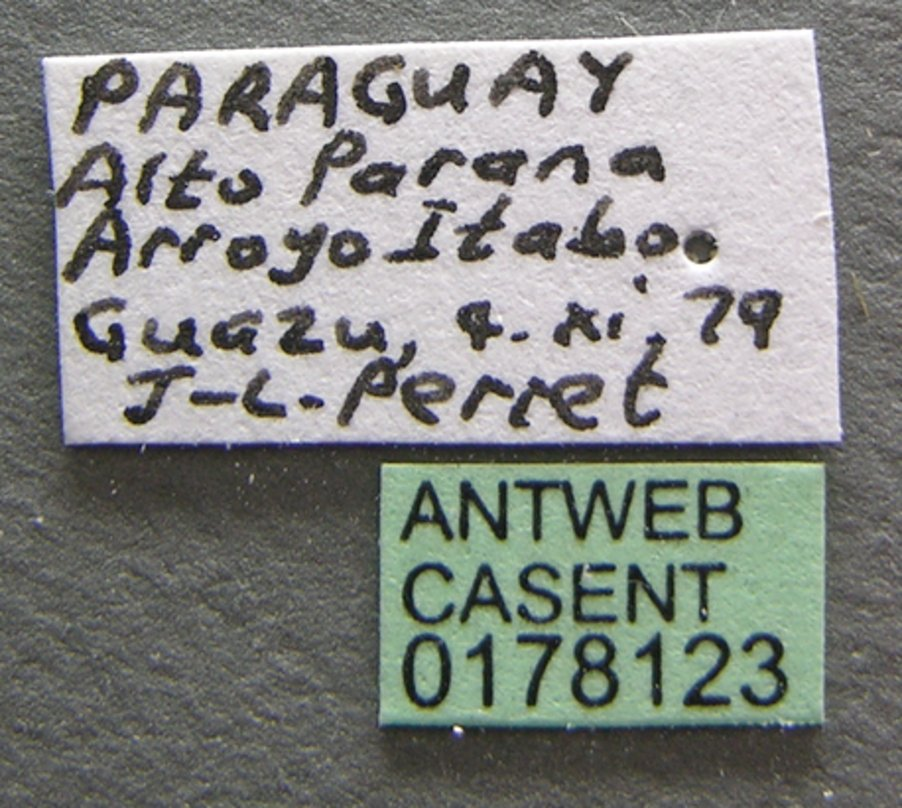
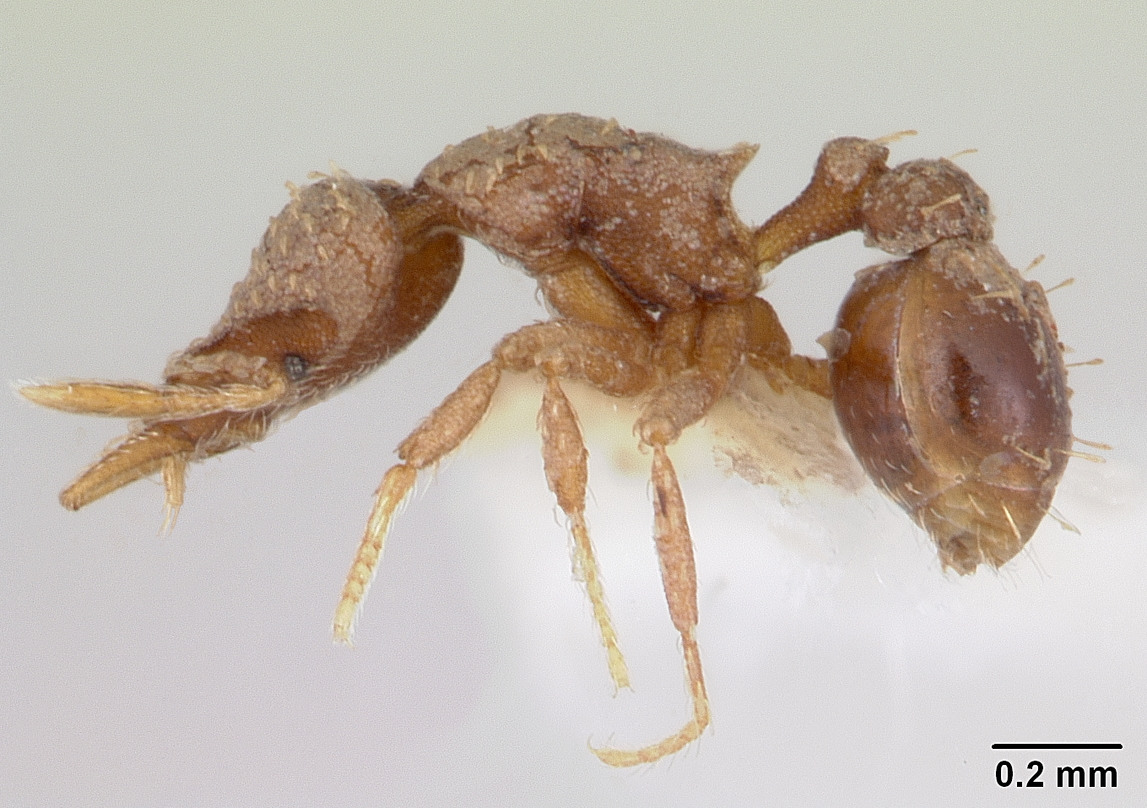
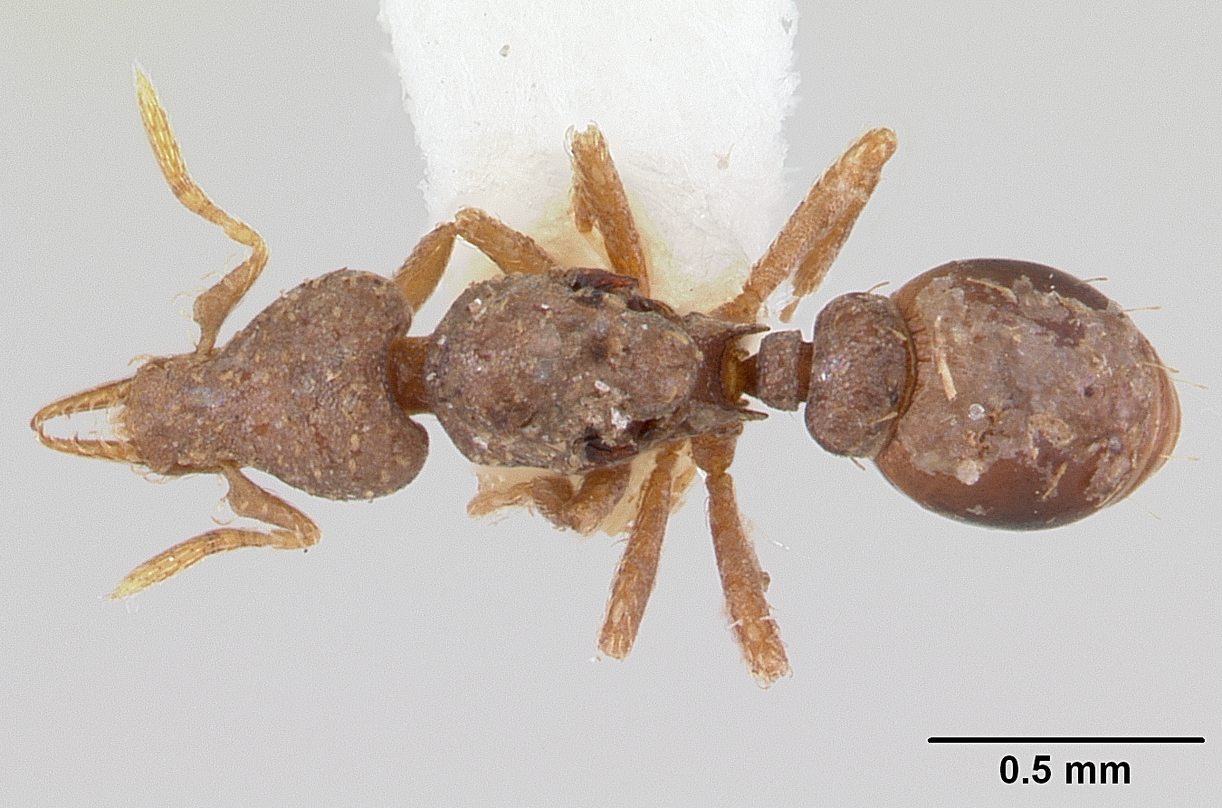
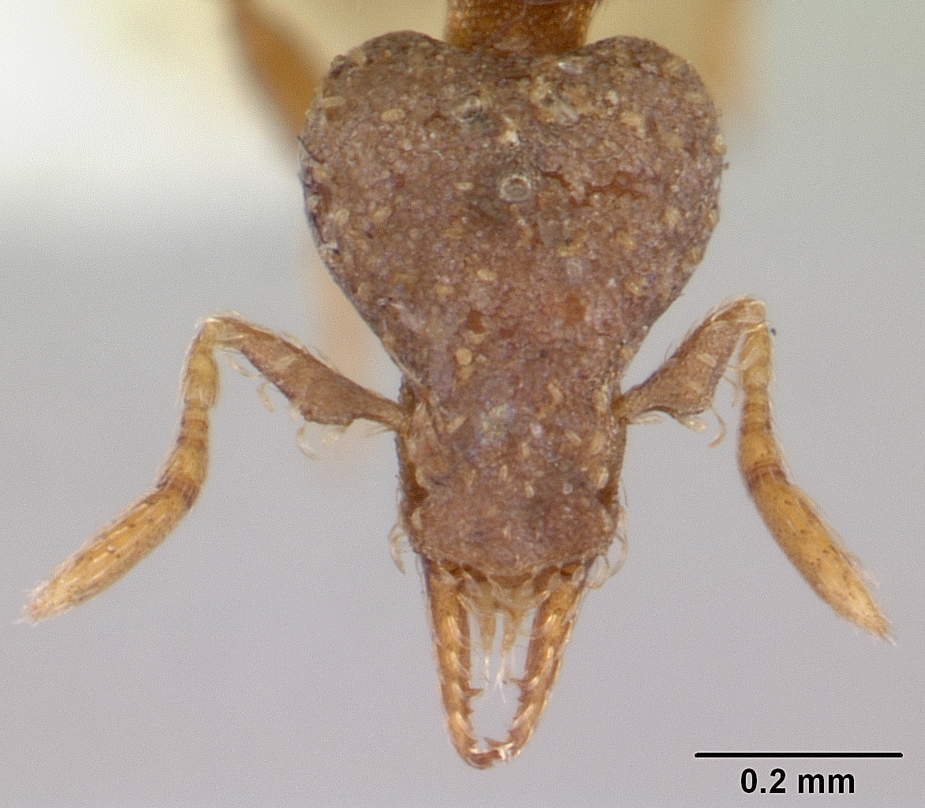